# Coșlariu
Coșlariu – wieś w Rumunii, w okręgu Alba, w gminie Sântimbru. W 2011 roku liczyła 394 mieszkańców.